# Équipe cycliste Legia
L'équipe cycliste Legia est une ancienne équipe de cyclisme sur route polonaise, active de 2000 à 2012. De 2005 à 2011, elle a le statut d'équipe continentale et participe aux circuits continentaux de cyclisme, en particulier l'UCI Europe Tour. En 2012, l'équipe existe avec le statut amateur.

## Principales victoires
- Dookoła Mazowsza : Kacper Sowiński (2001), Dariusz Rudnicki (2003)
- Tour de Serbie : Jacek Walczak (2003)
- Mémorial Andrzej Trochanowski : Pawel Szaniawski (2003)
- Puchar Ministra Obrony Narodowej : Gregorz Zoledziowski (2005) et Bartłomiej Matysiak (2008)
- Bałtyk-Karkonosze Tour : Bartłomiej Matysiak (2006)

## Classements UCI
Entre 2000 et 2004, l'équipe était classée parmi les Groupes Sportifs III, soit la troisième division des équipes cyclistes professionnelles.
| Saison | Classement par équipes | Meilleur coureur au classement individuel |
| ------ | ---------------------- | ----------------------------------------- |
| 2000   | 17e (GSIII)            | Marcin Lewandowski (892e)                 |
| 2001   | 14e (GSIII)            | Kacper Sowiński (685e)                    |
| 2002   | 21e (GSIII)            | Gregorz Zoledziowski (873e)               |
| 2003   | 9e (GSIII)             | Sebastian Skiba (425e)                    |
| 2004   | 16e (GSIII)            | Dawid Krupa (536e)                        |

À partir de 2005, l'équipe participe aux circuits continentaux et principalement à des épreuves de l'UCI Europe Tour. Le tableau ci-dessous présente les classements de l'équipe, ainsi que son meilleur coureur au classement individuel.
UCI Europe Tour
| Saison | Classement par équipes | Meilleur coureur au classement individuel |
| ------ | ---------------------- | ----------------------------------------- |
| 2005   | 65e                    | Sebastian Skiba (405e)                    |
| 2006   | 75e                    | Bartłomiej Matysiak (145e)                |
| 2007   | 113e                   | Lukasz Modzelewski (800e)                 |
| 2008   | 62e                    | Bartłomiej Matysiak (139e)                |
| 2009   | 95e                    | Lukasz Modzelewski (648e)                 |
| 2010   | 90e                    | Lukasz Modzelewski (546e)                 |
| 2011   | 102e                   | Marek Cichosz (618e)                      |

## Legia-Felt en 2010

### Effectif
| Cycliste            | Date de naissance | Nationalité | Équipe 2009                 |
| ------------------- | ----------------- | ----------- | --------------------------- |
| Piotr Antkowiak     | 28.11.1989        | Pologne     | Néo-pro                     |
| Marek Cichosz       | 09.06.1979        | Pologne     | Legia-Felt                  |
| Adam Dudziak        | 16.07.1991        | Pologne     | Néo-pro                     |
| Mateusz Jankowski   | 11.02.1991        | Pologne     | Néo-pro                     |
| Wojciech Kaczmarski | 03.05.1986        | Pologne     | Utensilnord                 |
| Jakub Komar         | 18.07.1985        | Pologne     | Passage Cycling Team (2008) |
| Lukasz Modzelewski  | 18.06.1986        | Pologne     | Legia-Felt                  |
| Marcin Niedziółka   | 09.01.1988        | Pologne     | Néo-pro                     |
| Jakub Tomkiewicz    | 01.01.1990        | Pologne     | Néo-pro                     |
| Mariusz Woznicki    | 21.06.1990        | Pologne     | Legia-Felt                  |